# 周昭王攻東夷之戰
周昭王攻東夷之戰是發生於前10世紀，周天子周昭王攻打東夷部落的一場戰爭。
東夷是指周代東方各部落的稱謂。周昭王十六年(約前10世紀)，決定南征楚國、荆國的時侯，周昭王於是在成周集結大軍，同時命令各諸侯國率領本國軍隊跟從討伐兩國。當周朝軍隊大擧向南進發時，東夷諸國聞風歸附，派遣使者前往迎見周王，南夷（漢水流域諸國）、東夷（淮水流域諸國）共二十六個邦國均來朝見，以表示臣服周朝，南征第一階段不戰而捷。